# Emili Rodríguez-Bernabeu
Emili Rodríguez-Bernabeu (Alacant, 1940) és un cardiòleg i escriptor valencià, en llengua catalana.

## Biografia[calcitació]
La seua iniciació en la literatura catalana és en l'època d'estudiant batxiller a la seua ciutat, tenint com a autor de capçalera al poeta Jacint Verdaguer. Quan es trasllada a València a estudiar Medicina, és quan pren contacte amb el grup literari congriat al voltant de l'Editorial Torre i de la Universitat de València i augmenta la seua passió per la literatura catalana.
Fruit d'aquest contacte, comença a escriure poesia formant part del grup de poetes que editaria l'antologia "Poetes Universitaris Valencians" (1962). D'aquest període són els llibres "Poemes de la fi" (1964) i "La platja", Premi València de Literatura-Poesia el 1965. Després de "La platja", s'observa en l'autor un cert acostament cap al realisme civil amb "La ciutat de la platja" (Premi Ausiàs March de poesia 1971, Gandia) i "La catacumba" (1974).
El poeta torna a Alacant, lluny dels ambients literaris valencians, el que l'empenta a promore com a jurat compromés l'eclosió de la nova generació poètica valenciana dels 70 en el Primer Premi Vicent Andrés Estellés de l'Editorial Tres i Quatre (1973), i després publica "Migjorn. Poesia jove de les comarques del Sud del País Valencià" (1977), on apareixen per primera vegada alguns noms importants de la poesia valenciana actual.
Després d'un llarg període de reflexió creativa, publica "Viatge al teu nom" (1982), amb uns plantejaments diferents als d'èpoques anteriors.Inaugura una nova època amb llibres com "Teoria del somni" (1988), "Domini del sol" (1990), "El rostre de l'amant" (1992), "Escandinàvia" (1996), "Alacant" (1998), que culminarà en "Dring" (2000), amb què guanyà el Premi Vicent Andrés Estellés de Burjassot el 1999.
Però l'activitat literària d'Emili Rodríguez-Bernabeu no es limita a la poesia, la crítica i l'assaig ideològic formen part important de la seua obra. La crítica es concreta en articles i comentaris publicats en revistes especialitzades. Pel que fa a l'assaig destaquen de temàtica general "Notícia literària d'Alacant" publicat a la Revista de Catalunya (num. 53), i de temàtica poètica "Introducció a l'Obra Poètica de Joan Valls", "Antologia poètica de Joan Valls", "L'obra literària d'Emili Boils", "Maria Ibars i Ibars, innovació o continuïtat", entre moltíssims més. Aquesta tasca crítica empentarà al Departament de Literatura Catalana de la Universitat d'Alacant nomenar-lo Professor Col·laborador Honorífic.
L'obra "Alacant contra València", un assaig on reflexiona sobre el País Valencià i les relacions entre les dues ciutats més importants del país: València i Alacant per tal de comprendre el punt de maduració de la consciència nacional a les comarques del sud. Amb aquesta obra guanyà el Premi Carles Rahola d'assaig de Girona el 1993. La relació entre la ciència i la literatura és altra temàtica recurrent en les reflexions de Rodríguez-Bernabeu, obres com "Ciència i literatura" (L'Illa, núm. 15) o "La clonació humana, el mite de Narcís i Roís de Corella" (Avui, 1997) són dos bons exemples.
Metge cardiòleg, de professió intensament exercida, la medicina ha tingut escassa presència en la seua obra literària, almenys des d'un punt de vista de representació formal, o evident. Només en alguns aspectes de la seua obra assagística trobem l'empremta de la seua formació mèdica.

## Obra editada

### Poesia
- 1964 - Poemes de la fi
- 1968 - La platja
- 1972 - La ciutat de la platja
- 1974 - La catacumba
- 1982 - Viatge al teu nom
- 1988 - Teoria del somni
- 1990 - Domini del sol
- 1992 - El matí de les fulles
- 1992 - El rostre de l'amant
- 1996 - Escandinàvia
- 1998 - Alacant
- 2000 - Dring
- 2007 - El País d'Amy
- 2013 - Talismans
- 2017 - Obra Poètica Completa
- 2018 - Poesia científica
- 2023 - L'eternitat

#### Antologies
- 2003 - Antologia poética bilingüe (Trad. i Introduc. de Lluís Alpera)
- 1962 - Poetes Universitaris Valencians
- 1964 - Nova Antologia de la Poesia Catalana (Confegida per Joan Triadú)
- 1974 - Antologia da novissima poesia catalâ (per Manuel de Seabra)
- 1975 - Gespa-Price: Festival de Poesia
- 1977 - Price-Congrés (a cura de Tarotdequinze)
- 1977 - Poetes valencians del segle XX
- 1983 - Homenatge a Vicent Andrés Estellés
- 1984 - Homenatge a Picasso
- 1987 - Dinou poetes dels seixanta (a cura d'Enric Balaguer)
- 1989-1990 - De koele hoeken en kanten van de schaduw. Hedendaagse Catalaanse poëzie (a cura de Rafael Alemany i Vicent Martínez)
- 1992 - A Alacant. Els dimarts poètics de La Naia 1987-1989 (a cura de Lluís Roda)
- 2000 - Poetes de L'Aiguadolç. Llibres de l'Aiguadolç
- 2003 - A Carlos Mateo
- 2003 - Grans plats, grans cuiners, grans artistes, grans escriptors. 100 plats i menges de la cuina catalana que cal conèixer
- 2004 - Poetes del Sud (Coordinen Gràcia Jiménez i Josep-Lluís Rico)
- 2005 - Jocs Florals a Cavanilles
- 2018 - Le Voci di un popolo. Antologia di poeti valenziani. Ediziopn dell'Orso. Alessandria.
- 2023 - Enfin Libres! 25 Poètes Catalans. Baccanales nº 69. Revue de la Maison de la poésie en Rhône-Alpes. Éd. par François-Michel Durazzo.

Novel·la
· 2008 - Naïve 

### Assaig
- 1987 - Les relacions d'Alacant amb Catalunya com a contrapunt València-Catalunya
- 1988 - Els intel·lectuals alacantins i la idea d'Espanya enfront del fet nacional valencià
- 1988 - Alacant a l'ombra de la palmera
- 1988 - 750 aniversari: ¿projecte de futur?
- 1990 - Alacant i la qüestió nacional valenciana
- 1991 - Notícia literària d'Alacant
- 1993 - Alacant i els seus intel·lectuals
- 1995 - Novament el Sureste
- 1994 - Alacant contra València
- 1995 - La vertebració econòmica i territorial. IX Jornades del Nacionalisme Català a la Fi del Segle XX.
- 1995 - Ciència i literatura
- 1996-1997 - Vertebració del Sud del País Valencià

### Crítica
- 1977 - Migjorn. Poesia jove de les comarques del sud del País Valencià
- 1981 - Introducció a l'Obra Poètica de Joan Valls (estudi crític)
- 1975 - Maria Ibars i Ibars, innovació i continuïtat
- Verdaguer, Maria Ibars i jo
- 1993 - Jaume Pérez Montaner: culminació d'una etapa?
- 1990 - Anàlisi dels títols en l'obra de Joan Valls
- 1991 - Antologia Poètica de Joan Valls, estudi crític
- L'obra literària d'Emili Boïls
- 1996 - Una veu inimitable, estudi sobre la poesia de Lluís Alpera
- 1996 - Evocacions i invocacions, ressenya crítica sobre El barranc i els còdols d'Antoni Prats
- 1997 - Crítica objectiva i crítica de creació
- 1997 - La clonació humana, el mite de Narcís i Roís de Corella
- 1980 - Òliba de la foscúria, d'Andreu Morell
- 1981 - Caterina, de Bernat Garcia i Aparici
- 1985 - Rondalles de l'Alacantí, de Joaquim González i Caturla
- 1991 - El secret de les gavines, de Josep Antoni Aznar i Pérez
- 1994 - Dic el teu nom, d'Antoni Prats i Gràcia
- 1996 - Amor de mar endins, de Lluís Alpera
- 1999 - Navilis silents, de Lluís Ferri i Silvestre
- 1999 - Poemas desde la frontera, de José Antonio Buil
- 2002 - Solari, de Josep Lluís Bernabeu Rico
- 2004 - Una tenue luz separa en libertad sueños y deseos, de Diego Marín
- 2004 - La clau del cor, de Josep Lluís Garcia «Guchi»

## Guardons[calcitació]
- 1965 Premi "València" de Literatura-Poesia per La Platja
- 1971 Premi Ausiàs March de Poesia de Gandia
- 1993 Premi Carles Rahola d'Assaig de Ciutat de Girona
- 1997 Premi dels Escriptors Valencians per Escandinàvia
- 1999 Premi Vicent Andrés Estellés per Dring
- 2011 Valencià de l'any 2010 de la Fundació Huguet de Castelló de la Plana
- 2012 Premi Ibn Jafadja de la Ciutat d'Alzira per Talismans
- 2018 Premi de la Crítica a la Creació Literària de l'Institut Interuniversitari de Filologia Valenciana per Obra Poètica Completa
- 2021 Homenatge d'Acció Cultural del País Valencià a la ciutat d'Alacant en reconeixement de la seua obra en el seu 80è aniversari.
- 2021 IX Premi El Tempir Categoria Sud. Elx, 13-11- 2021.
- 2023 Medalla de l'Acadèmia Valenciana de La Llengua
- 2024 Premi Precrea a la Creació Literària de les cinc universitats del País Valencià.